# Bruno Famin
Bruno Famin (n. 1961, Belfort, Franche-Comté⁠(d), Franța) este un inginer auto francez. El este vicepreședinte al Alpine Motorsport din iulie 2023 și actualul director executiv al echipei Alpine F1. Anterior, a fost director tehnic al Peugeot Sport înainte de a prelua conducerea acesteia.